# In War and Pieces
In War and Pieces – trzynasty album studyjny w dyskografii niemieckiego thrashmetalowego zespołu Sodom. 
Płyta została wydana 19 listopada 2010 w Niemczech, 22 listopada w Europie oraz 11 stycznia 2011 w Stanach Zjednoczonych i ukazała się w czterech formatach:
- limitowanej edycji digipak z dodatkową płytą CD zawierającą 10 utworów nagranych podczas festiwalu Wacken Open Air (koncert jubileuszowy z okazji 25-lecia Sodom, 2007)
- podwójnego albumu winylowego w kolorze krwistoczerwonym, z jednym dodatkowym utworem (Murder One)
- wersji standardowej
- wersji do pobrania

## Lista utworów
1. "In War and Pieces" - 4:11
2. "Hellfire" - 3:07
3. "Through Toxic Veins" - 4:43
4. "Nothing Counts More Than Blood" - 3:49
5. "Storm Raging Up" - 5:08
6. "Feigned Death Throes" - 3:59
7. "Soul Contraband" - 3:50
8. "God Bless You" - 5:10
9. "The Art of Killing Poetry" - 4:38
10. "Knarrenheinz" - 3:37
11. "Styptic Parasite" - 5:13

## Twórcy

### Skład zespołu
- Tom Angelripper – wokal, gitara basowa
- Bernd Kost "Bernemann" – gitara
- Bobby Schottkowski – perkusja

### Produkcja
- Waldemar Sorychta – produkcja
- Eliran Kantor – projekt okładki